# Blue Planet Prize
Der Blue Planet Prize ist eine von der Asahi Glass Foundation vergebene Auszeichnung, die seit 1992 vergeben wird. Verliehen wird sie an Persönlichkeiten, die bedeutsame Ansätze entwickelt haben, wie globale Umweltprobleme zu lösen sind. Dotiert ist der Preis mit 50 Millionen Yen (derzeit ca. 310.578 Euro). Er gilt als international wichtigster Preis für Vorreiter der Nachhaltigkeitsforschung.

## Preisträger
- 1992 Syukuro Manabe und das International Institute for Environment and Development
- 1993 Charles David Keeling und die IUCN
- 1994 Eugen Seibold und Lester R. Brown
- 1995 Maurice Strong und Bert Bolin
- 1996 Wallace Broecker und die Swaminathan Research Foundation
- 1997 James Lovelock und Conservation International
- 1998 Michail Budyko und David Brower
- 1999 Paul R. Ehrlich und Qu Geping
- 2000 Theo Colborn und Karl-Henrik Robèrt
- 2001 Robert May und Norman Myers
- 2002 Harold A. Mooney und James Gustave Speth
- 2003 Gene Likens, Frederick Herbert Bormann und Võ Quý
- 2004 Susan Solomon und Gro Harlem Brundtland
- 2005 Nicholas Shackleton und Gordon H. Sato
- 2006 Akira Miyawaki und Emil Salim
- 2007 Joseph L. Sax und Amory Lovins
- 2008 Claude Lorius und José Goldemberg
- 2009 Hirofumi Uzawa und Nicholas Stern
- 2010 James E. Hansen und Robert Watson
- 2011 Jane Lubchenco und Barefoot College
- 2012 William Rees, Mathis Wackernagel und Thomas Lovejoy
- 2013 Taroh Matsuno und Daniel Sperling
- 2014 Herman Daly, Daniel Hunt Janzen und das Instituto Nacional de Biodiversidad (INBio)
- 2015 Partha Dasgupta und Jeffrey Sachs
- 2016 Pavan Sukhdev und Markus Borner
- 2017 Hans Joachim Schellnhuber und Gretchen Daily
- 2018 Brian Walker und Malin Falkenmark
- 2019 Éric Lambin und Jared Diamond
- 2020 David Tilman und Simon Stuart
- 2021 Veerabhadran Ramanathan und Mohan Munasinghe
- 2022 Jigme Singye Wangchuck und Stephen R. Carpenter